# Касбийский район
Касбийский район (узб. Kasbi tumani / Касби тумани) — административная единица в Кашкадарьинской области Узбекистана. Административный центр — городской посёлок Муглан.

## История
Район был образован в 1970 году под названием Ульяновский район. В 1992 году переименован в Касбийский.

## Административно-территориальное деление
По состоянию на 1 января 2011 года в состав района входят:
- 9 городских посёлков:

1. Денау,
2. Дустлик,
3. Касби,
4. Кухна Катагон,
5. Майманок,
6. Муглан,
7. Фазли,
8. Хужа Касби,
9. Янги Кишлак.

- 13 сельских сходов граждан:

1. Галаба,
2. Денау,
3. Камаши,
4. Камилан,
5. Катаган,
6. Коракунгирот,
7. Месит,
8. Муглан,
9. Новкат,
10. Пандирон,
11. Чулкувар,
12. Юксалиш,
13. Янгихаёт.